# Liste der Kulturgüter in Crémines
Die Liste der Kulturgüter in Crémines enthält alle Objekte in der Gemeinde Crémines im Kanton Bern, die gemäss der Haager Konvention zum Schutz von Kulturgut bei bewaffneten Konflikten, dem Bundesgesetz vom 20. Juni 2014 über den Schutz der Kulturgüter bei bewaffneten Konflikten sowie der Verordnung vom 29. Oktober 2014 über den Schutz der Kulturgüter bei bewaffneten Konflikten unter Schutz stehen.
Es sind weder A-Objekte noch B-Objekte auf dem Gemeindegebiet ausgewiesen, Objekte der Kategorie C fehlen zurzeit (Stand: 7. Februar 2024). Unter übrige Baudenkmäler sind Objekte zu finden, die im Bauinventar des Kantons Bern als «schützenswert» verzeichnet sind.

## Übrige Baudenkmäler
Hinweis: Als Objekt-Identifikator (ID) wird die Grundstücksnummer verwendet.
| ID            | Foto |                                                                 | Objekt                                                                                         | Typ | Standort                                | Beschreibung |
| ------------- | ---- | --------------------------------------------------------------- | ---------------------------------------------------------------------------------------------- | --- | --------------------------------------- | ------------ |
| 25            | ja   | Datei hochladen · Wikidata zu Brücke über die Raus (Q123187164) | Brücke (19. Jh.) / Pont (19.ème s.)                                                            | G   | Rue de la Jatte N.N. 600136 / 236869    |              |
| 58            | BW   | Datei hochladen                                                 | Bauernhaus (1791) / Ferme (1791)                                                               | G   | Route de Corcelles 114 600342 / 237003  |              |
| 61            | BW   | Datei hochladen                                                 | Gemauerter Speicher (1803) / Cave (1803)                                                       | G   | Route de Corcelles 114a 600346 / 236985 |              |
| 90            | BW   | Datei hochladen                                                 | Bauernhaus (frühes 19. Jh.) / Ferme (début 19ème s.)                                           | G   | Le Vieux Chemin 131 599895 / 236916     |              |
| 102           | BW   | Datei hochladen                                                 | Bauernhaus (frühes 19. Jh.) / Ferme (début 19ème s.)                                           | G   | Rue Albert Gobat 1 599926 / 236899      |              |
| 108           | BW   | Datei hochladen                                                 | Speicher (17. Jh.) / Grenier (17ème s.)                                                        | G   | Rue Albert Gobat 2e 599989 / 236887     |              |
| 108           | BW   | Datei hochladen                                                 | Speicher (17. Jh.) / Grenier (17ème s.)                                                        | G   | Rue Albert Gobat 2f 599994 / 236891     |              |
| 110           | BW   | Datei hochladen                                                 | Speicher (1665) / Grenier (1665)                                                               | G   | Rue Albert Gobat 2a 600015 / 236894     |              |
| 201           | BW   | Datei hochladen                                                 | Bauernhaus (1746) / Ferme (1746)                                                               | G   | Place Samuel Gobat 220 600083 / 236973  |              |
| 201           | BW   | Datei hochladen                                                 | Speicher (1748) / Grenier (1748)                                                               | G   | Place Samuel Gobat 220a 600061 / 236969 |              |
| 201           | ja   | Datei hochladen                                                 | Brunnen (19. Jh.) / Fontaine (19ème s.)                                                        | K   | Milieu du Village N.N. 600092 / 236953  |              |
| 207           | BW   | Datei hochladen                                                 | Speicher (1635) / Grenier (1635)                                                               | G   | Rue de la Jatte 31a 600092 / 236871     |              |
| 208; 209      | BW   | Datei hochladen                                                 | Bauernhaus (2. Hälfte 19. Jh.) / Ferme (2.moitié 19ème s.)                                     | G   | Grand-Rue 29, 30 600127 / 236847        |              |
| 248           | BW   | Datei hochladen                                                 | Speicher (1619) / Grenier (1619)                                                               | G   | Route de Corcelles 10a 600167 / 236973  |              |
| 248           | BW   | Datei hochladen                                                 | Speicher (1798) / Grenier (1798)                                                               | G   | Route de Corcelles 11b 600170 / 236933  |              |
| 284           | BW   | Datei hochladen                                                 | Villa (1916)                                                                                   | G   | Rue de la Gare 201 599891 / 237132      |              |
| 495           | BW   | Datei hochladen                                                 | Ehemalige Uhrenfabrik (1897) / Ancienne fabrique de montres (1897)                             | G   | Rue de l’Industrie 67 600298 / 236769   |              |
| 505; 506      | BW   | Datei hochladen                                                 | Doppelhaus (frühes 20. Jh.) / Maison double (début du 20ème s.)                                | G   | Le Crêt 105, 106 600303 / 236903        |              |
| 505           | BW   | Datei hochladen                                                 | Waschhaus (frühes 20. Jh.) / Buanderie (début du 20ème s.)                                     | G   | Le Crêt 106a 600307 / 236915            |              |
| 506           | BW   | Datei hochladen                                                 | Waschhaus (frühes 20. Jh.) / Buanderie (début du 20ème s.)                                     | G   | Le Crêt 105a 600303 / 236903            |              |
| 740           | BW   | Datei hochladen                                                 | Speicher (1654) / Grenier (1654)                                                               | G   | Rue Albert Gobat 2c 599965 / 236877     |              |
| 817           | BW   | Datei hochladen                                                 | Mietshaus (1908) / Maison locative (1908)                                                      | G   | Rue Albert Gobat 3 599981 / 236911      |              |
| 838; 839; 840 | ja   | Datei hochladen                                                 | Eisenbahnviadukt der Solothurn-Münster-Bahn (1908) / Viaduc de la ligne Moutier-Soleure (1908) | G   | Les Brues N.N. 600973 / 237044          |              |

Hinweis zur Legende: Anstelle der KGS-Nummer wird als Objekt-Identifikator (ID) die Grundstücksnummer verwendet.